# 大院君
大院君，是朝鲜王朝时代旁系入繼的国王，對不曾繼承王位的生父所上的尊号；對生母相應的尊號則為府大夫人。
歷代大院君多為追贈的尊號，只有最後一位，也就是兴宣大院君，是生前就獲得的；故在近代国际历史中所说的大院君，通常是指兴宣大院君。

## 歷史
在朝鮮王朝早期，朝鮮成宗起初以朝鮮睿宗嗣子名義即位，之後又追尊生父懿敬世子為王，廟號「德宗」。
而到朝鮮宣祖即位時，大臣認為追尊生父為王不妥，因此效法宋英宗追尊濮王例，於1569年改追尊生父德興君李岹為德興大院君，由親生長兄河原君奉祀。之後，旁系入繼的國王按照宣祖所開先例，給生父的尊號即為大院君，歷史上有四位大院君：
1. 德興大院君：朝鮮宣祖生父，1569年獲追尊。私邸被稱為都正宮
2. 定远大院君，朝鮮仁祖生父，1623年獲追尊[5]；1634年改尊為王，廟號「元宗」[6]
3. 全溪大院君：朝鮮哲宗生父，1849年獲追尊[7]。嗣孫的私邸被稱為樓洞宮
4. 兴宣大院君：朝鮮高宗生父，1864年生前獲得尊號[8]；大韓帝國時期（1907年）被追尊為「興宣獻懿大院王」[9]。私邸被稱為雲峴宮

## 嗣孫
歷來，大院君雖然不是國王，但是由於是國王的「私親」而備受王室尊崇，世代由長房子孫一脈奉祀。朝鮮宣祖創立「大院君」一號時，原本規定歷代嗣孫在四代之內享有封為一品君的待遇，超過四代之後可以授予世襲「都正」一職；到朝鮮純祖時，又改成不論血緣親疏，當大院君奉祀孫官至二品就可以封君。
1910年，朝鮮純宗進封伯父完興君李載冕為興親王，其他兩房（德興大院君、全溪大院君）嗣孫（分別是昌山君李海昌、清豐君李海昇）在大韓帝國時期仍維持在君的地位。同一年日韓合併，原有的韓國皇室爵位被改訂，興親王成為日本王公族的「李熹公」、昌山君和清豐君都改為朝鮮貴族中的侯爵，直到1947年爵位廢除。